# تیمز
تیمز (به انگلیسی: River Thames) رودی است در جنوب انگلستان به طول ۳۴۶ کیلومتر که عمده شهرتش به دلیل عبور از شهر لندن است. این رود از شهرهای آکسفورد، ریدینگ و وینزر نیز گذشته و در انتها به دریای شمال می‌ریزد. این رود شاه‌راه اصلی بین لندن و وستمینستر در سده‌های ۱۷ و ۱۸ میلادی بوده است. تا قبل از سال ۱۸۱۴ در طی عصر یخبندان کوچک این رود بارها در فصل زمستان دچار یخ‌زدگی می‌شده است ولی پس از آن و به دنبال گرم شدن هوا دیگر هیچ‌گاه به‌طور کامل یخ نزده است. در سال ۱۸۲۵ و به دنبال ساختن پل لندن به دلیل کمتر بودن تعداد پایه‌های پل جدید جریان آب در این رود سریعتر شده است و بیش از پیش مانع یخ زدن آب این رود شده است. در سدهٔ ۱۸ و به دنبال تبدیل لندن به یک مرکز مهم اقتصادی امپراتوری بریتانیا، این رودخانه یکی از پر رفت‌وآمدترین شریان‌های آبی در جهان بوده است.

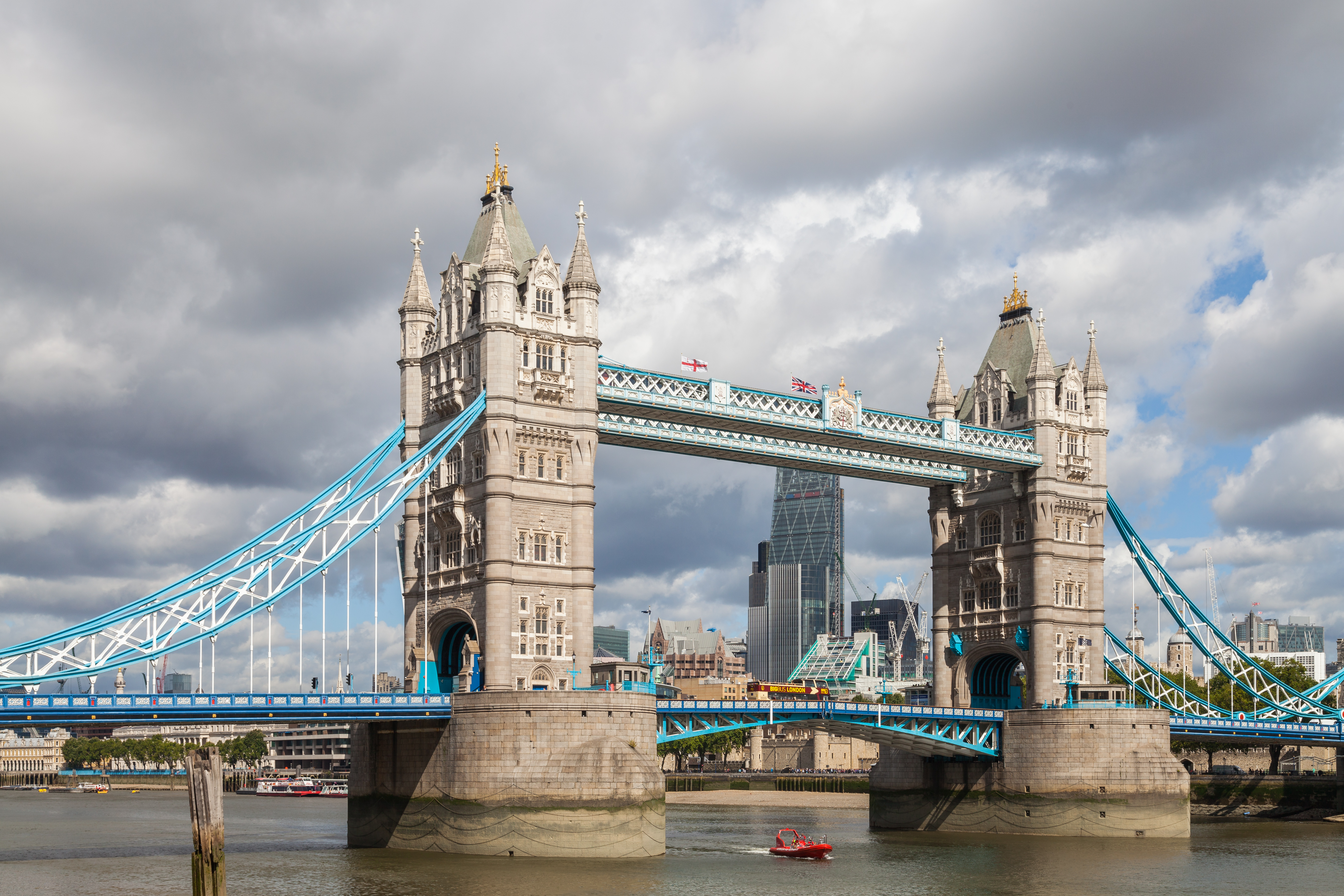
Puente de la Torre, Londres, Inglaterra, 2014-08-11, DD 092

پل‌ها و تونل‌های بسیاری از عرض این رود گذشته و شمال و جنوب لندن را به هم پیوند می‌دهند.

## نگارخانه

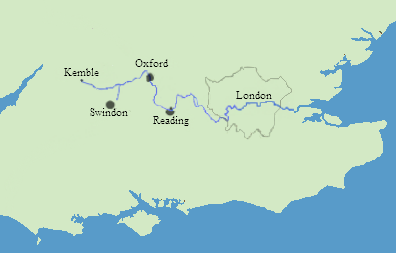
رود  تیمز در جنوب انگلستان